# 奧努特河
奧努特河（烏克蘭語：Онут），是烏克蘭西南部的河流，屬於德涅斯特河的右支流。該河發源自勒扎溫齊南面，流經切爾尼夫齊州的切爾尼夫齊區和德涅斯特區，河道全長16公里，流域面積171平方公里。